# Дъншоклин
Дъншоклин (на английски: Dunshaughlin; на ирландски: Domhnach Seachnaill и Dún Seachlainn) е град в североизточната част на Ирландия. Намира се в графство Мийт на провинция Ленстър на 19 km южно от административния център на графството град Наван и на 29 km северозападно от столицата Дъблин. Първите сведения за града датират от 5 век, когато тук е построена църква. Населението му е 3384 жители от преброяването през 2006 г.